# فن القصة السعودية في الأدب الحديث
فن القصة السعودية في الأدب الحديث، ارتبطت النهضة الأدبية في المملكة العربية السعودية بظهور شخصية الملك عبدالعزيز آل سعود، وقد أثرت تلك الحقبة التاريخية على أدبائها، فأخذوا يبحثون عن هوية لأدبهم عبر الرجوع إلى الماضي واستلهام القوة منه، وكانت الصحف حاضنة لأقلامهم.

## جوانب التجديد في الأدب السعودي بين الحربين العالميتين

### البحث عن كيان
ويقصد به أن الأدباء السعوديين في تلك الفترة كانوا يحتاجون ويبحثون عن عدد من الكيانات منها: السياسية المتمثلة في قيام الدولة السعودية الثالثة، ومنها الكيان الاجتماعي المستقل، والكيان الاقتصادي المستقر والمتنامي، ويلاحظ أن الأدباء السعوديين آنذاك قد حرصوا على تنمية مهاراتهم الأدبية ورعاية الأدب عبر مظاهر عدة منها:
- محاولة التأريخ للأدب رغم قصر عمره الزمني ومحدودية إنتاجه.
- السعي إلى الاعتراف العربي بالأدب السعودي بنشر نماذجه في الصحافة العربية.
- العمل على تشجيع الإنتاج الأدبي السعودي محليًا.

### المؤثرات الخارجية
تأثر الأدباء السعوديين بآداب البلدان العربية المجاورة، وخصوصًا أدب مصر وأدب المهجر الأمريكي؛ حيث كانا أكثر نضجًا وحيوية في فترة ما بين الحربين مقارنة بالآداب العربية الأخرى.

### القضايا النقدية
تصاعدت المعارك النقدية بين الأدباء السعوديين في فترة ما بين الحربين إلى أن كادت تطغى على جزء كبير من إنتاجهم النثري؛ وذلك بسبب الأوضاع الداخلية لشبه الجزيرة العربية المبتدئة بالثورة العربية سنة 1916م حتى توحدت على يد الملك عبدالزيز.

## فن الرواية
يرتبط ظهور الرواية السعودية في الأدب الحديث بتأسيس عبد القدوس الأنصاري مجلته المنهل عام 1937م حيث خصص فيها بابًا للقصة في أعدادها الشهرية، ويعزى للأنصاري الدور الكبير في تركيز دعائم الفن القصصي؛ إذ نشر في عام 1930م روايته (التوأمان) ، وقد كتب على غلافها ( أول رواية صدرت بالحجاز).

### الرواية التعليمية الإصلاحية
وهي الرواية التي تهدف وتركز على المحتوى التعليمي والإصلاحي وليس على شكل الرواية الفني، وينطلق أصحابها في الكتابة من فكرة مسبقة يريدون إثباتها، ومن هذه الروايات:
- رواية التوأمان لعبد القدوس الأنصاري.
- رواية البعث لمحمد علي مغربي.
- رواية فكرة لأحمد السباعي.

### الرواية التاريخية
ومن بواكير الروايات التاريخية في الأدب السعودي الحديث رواية ( أميرة الحب) لمحمد زارع المنشورة في مجلة المنهل عام 1385هـ والتي تتميز بانها تجمع بين التاريخ( الواقع) وبين العاطفة ( الخيال).

### رواية المغامرات
تتميز رواية المغامرات السعودية في بداياتها بأنها لا تركز على الشخصية مثل تركيزها على الحدث الذي يبرز بالفعل والحركة وهو ما تركز عليه الملحمة والحكاية الشعبية، كما أن إثارة الفضول في رواية المغامرات السعودية تتم عن طريق تكديس الحوادث وإيجاد العديد من المواقف المثيرة الصارخة. وتتشابه رواية المغامرات 
في نهاياتها مع الحكاية الشعبية أيضًا.

### الرواية الفنية
وهي أقرب إلى الرواية الدرامية والتي تعتبر حلاً وسطًا بين المبالغة والتركيز على الحادثة من جهة وعلى الشخصية من جهة أخرى، ومن خصائصها الفنية:
- تماسك البناء.
- توفر الصراع.
- الالتزام بقانون السببية.
- تطور الشخصية.
- الاكتفاء بمعالجة قطاع معين من المجتمع أو قضية إنسانية محددة.

ومن أشهر الروايات الفنية ( الدرامية) السعودية ما يلي:
- (ثمن التضحية) و ( مرت الأيام) لحامد دمنهوري.
- ( ثقب في رداء الليل) لإبراهيم ناصر.

### أسباب تراجع الرواية السعودية
- التضارب بين عملية المحافظة على قيم وتقاليد المجتمع وبين الانطلاق في العمل الروائي والقصصي بجرأة مطلقة.
- التطور السعودي السريع في مختلف المجالات العمرانية والاقتصادية والاجتماعية «مما لا يتيح للروائي فرصة الفهم والمتابعة ووضوح الرؤية، ومن ثم لا يجعله قادراً على تمثل المعاني الكامنة وراء المفارقات في الأخلاق والسلوك» [3]

## فن القصة القصيرة
بدأ فن القصة القصيرة السعودية في الأدب الحديث بالانتشار من خلال الصحف والمجلات القديمة، وقد تعرض الإنتاج القصصي إلى التوقف خلال فترة ما بين الحربين العالميتين؛ لأسباب:
- ضعف الإنتاج
- قلة القراء
- قلة الموارد المالية

ومن أهم ما تميز به فن القصة السعودية خلال العصر الحديث أنه في بدايته كان عبارة عن مقالات قصصية، ومن أبرز من مثلها محمد حسن عواد في كتابه خواطر مصرحة عام 1926م تحت عنوان: ( الزواج الإجباري)، وقصة أخرى بعنوان: ( على ملعب الحوادث)، وقد كتبت في نفس السنة وصيغت بأسلوب المقامات.
ومن القصص ما كان أقرب إلى المقالة الاجتماعية؛ لأنها تنتقد التقاليد الاجتماعية البالية، وممن برع في مثل هذا النوع من القصص باستخدام الأسلوب المباشر أحمد السباعي، حيث نشر ( ملاحظات حرة –أوراق العيد) والتي كانت تنشر في جريدة صوت الحجاز عام 1935م.
ومن القصص عقل عصفور / لمحمد حسن كتبي، وحاول من خلالها معالجة داء العظمة عند الإنسان، و ( خنفشعيات) عن الحمار والتي سبق بها مؤلفها ( حمزة شحاته) توفيق الحكيم في كتابه الحمير.

## نماذج من القصة القصيرة
- على ملعب الحوادث / لعبد الوهاب آشي .
- الأديب الأخير/ لأحمد رضا حوحو.
- أحلام/ لمحمد عالم الأفغاني.
- الضحية/ لأمين سالم الرويحي.
- سعادة متأخرة / لخالد خليفة.
- أنات الساقية/ لحسن عبد الله القرشي.
- خالتي كدرجان/ لأحمد السباعي.
- ( شبح المدينة)، ( خيبة أمل)، ( الشتاء) لإبراهيم الناصر.
- امرأة للبيع/ لمحمود عيسى المشهدي.
- ستشرق الشمس يومًا/ لنجاة خياط.
- الرداء المهمل/ لغالب حمزة أبوالفرج.[5]

## وصلات خارجية
- تاريخ القصة القصيرة في المملكة العربية السعودية